# عزیزآباد (طارم)
عزیزآباد روستایی در دهستان آب بر بخش مرکزی شهرستان طارم استان زنجان ایران است.

## جمعیت
بر پایه سرشماری عمومی نفوس و مسکن در سال ۱۳۹۵ جمعیت این مکان ۹۳ نفر (۲۷خانوار) بوده‌است.